# Alto del Castillejo
El Alto del Castillejo  es una montaña de la sierra de Gádor, al suroreste de la provincia de Almería, España. Con una altitud de 1.975 m, conforma la cota más alta del Pecho Cuchillo. Administrativamente, se encuentra en el término municipal de Dalías.

## Descripción
Está situado en el límite de la zona conocida como «El Pelao», en el Pecho Cuchillo, una montaña en forma de macizo con una cresta de orientación ONO-ESE. Dicha cresta tiene tres cimas o cotas principales: la más occidental, de 1955 m, con el vértice geodésico del Pecho Cuchillo; la central, desplazada al norte respecto a la cresta; y la más oriental y de mayor altura, a 1.975 m, el Alto del Castillejo.